# Myersina filifer
 Myersina filifer és una espècie de peix de la família dels gòbids i de l'ordre dels perciformes.

## Morfologia
Els mascles poden assolir els 13,2 cm de longitud total.

## Distribució geogràfica
Es troba des del Golf Pèrsic i Reunió fins a Indonèsia, les Filipines i el sud del Japó.